# Thể thao cá nhân

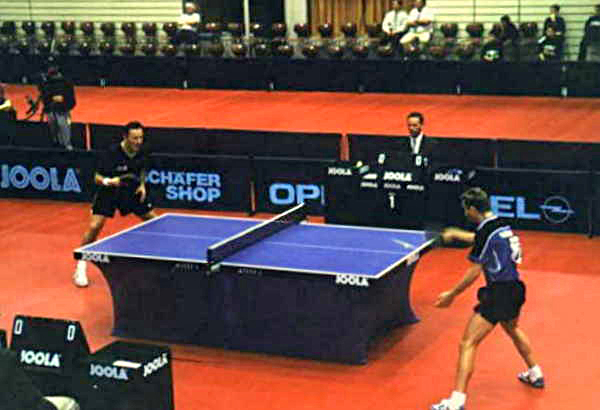
Thi đấu bóng bàn

Thuật ngữ nhóm các môn thể thao cá nhân dùng để chỉ các môn thể thao dựa chủ yếu vào thành tích cá nhân mà ít khi được tổ chức thành một đội, ngược lại với thể thao đồng đội. Trong các môn này các cá nhân thường thi đấu với nhau để chọn ra người chiến thắng. Ví dụ tiêu biểu có thể kể tới điền kinh, bơi lội, võ thuật, golf, quần vợt, thể dục dụng cụ, bắn súng.

## Các môn thể thao cá nhân
Các môn có hình bên cạnh là các môn Thế vận hội.
- Ba môn phối hợp
- Bắn súng
- Bắn đĩa bay
- Bắn cung
- Bi-a
- Bi sắt
- Bóng bàn
- Bowling
- Bơi
  - Bơi lặn (finswimming)
- Canoeing
- Câu cá thể thao
- Cầu lông
- Chạy định hướng
  - Chạy định hướng trên tuyết
- Cờ vua
- Croquet
  - Roque
- Cử tạ
- Cưỡi ngựa
- Đấu kiếm
- Đá cầu
- Điền kinh
- Đua ngựa
- Đua ô tô
- Golf
  - Minigolf
- Hai môn phối hợp
- Hai môn phối hợp Bắc Âu
- Karate
- Kayak
- Leo núi
- Lướt ván buồm
- Lướt ván diều
- Lướt sóng
- Mô tô
- Mixed martial arts
- Năm môn phối hợp hiện đại
- Ném đĩa bay
- Nhảy cầu
- Poker
- Powerlifting
- Quần vợt
  - Paddle tennis
  - Platform tennis
  - Pickleball
  - Real tennis
  - Quần vợt bãi biển
  - Quần vợt xe lăn
- Quyền Anh
- Rowing
- Speed-ball
- Squash (bóng quần)
- Taekwondo
- Tàu lượn
- Thái cực quyền
- Thả diều
- Thể dục dụng cụ
  - Thể dục nhịp điệu
  - Thể dục aerobic
  - Thể dục nhào lộn
- Thể hình
- Thuyền máy
- Thuyền buồm
- Trượt patin
  - Trượt patin nghệ thuật
- Trượt băng
  - Trượt băng tốc độ
  - Trượt băng nghệ thuật
- Trượt nước (Water skiing)
- Trượt tuyết
  - Leo núi trượt tuyết
  - Trượt tuyết đổ đèo
  - Trượt tuyết Băc Âu
- Trượt ván
- Trượt ván lòng máng nằm sấp (Skeleton)
- Trượt ván lòng máng nằm ngửa (Luge)
- Trượt ván trên tuyết
- Vật
- Wakeboarding
- Xe đạp
  - BMX
  - Xe đạp đường trường
  - Xe đạp lòng chảo
  - Xe đạp địa hình